# Hermetia illucens
Hermetia illucens är en tvåvingeart som först beskrevs av Carl von Linné 1758. På svenska kallas arten för amerikansk vapenfluga eller svart soldatfluga (från engelskans "black soldier fly"). Hermetia illucens ingår i släktet Hermetia och familjen vapenflugor. Inga underarter finns listade i Catalogue of Life.

## Bildgalleri

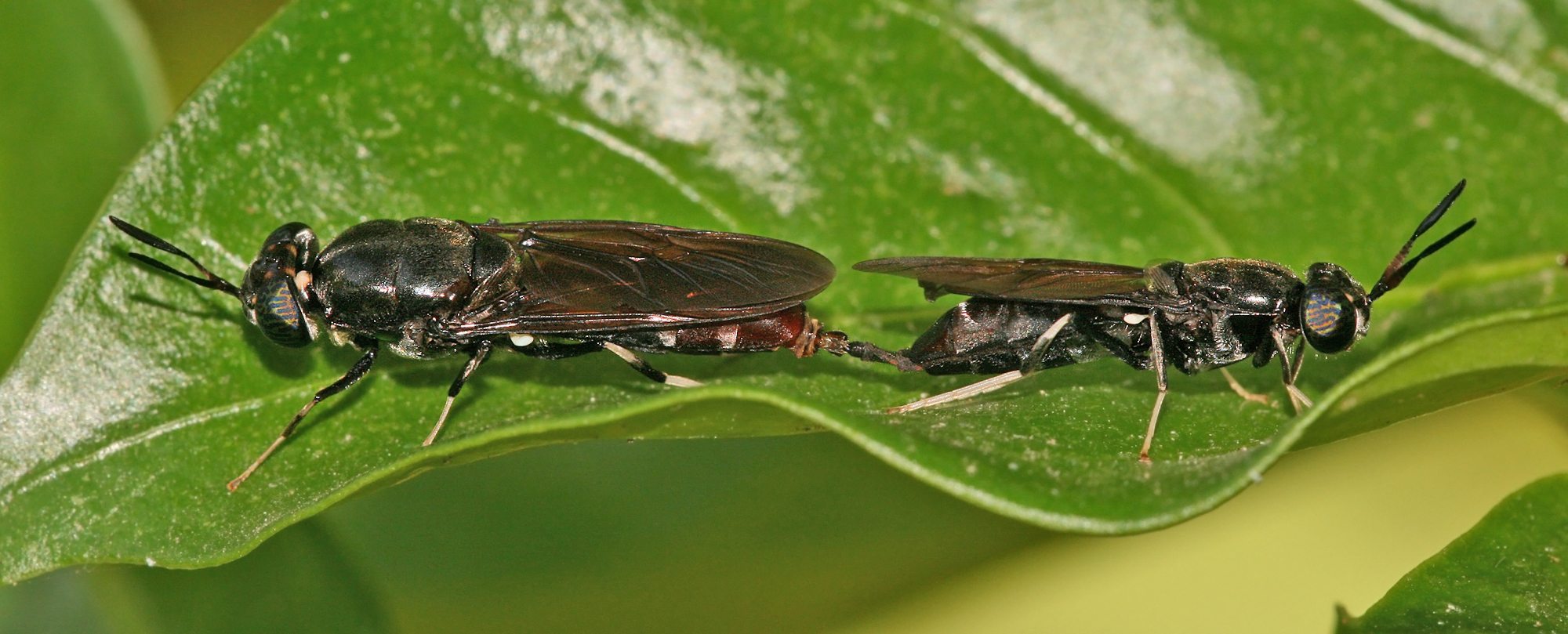
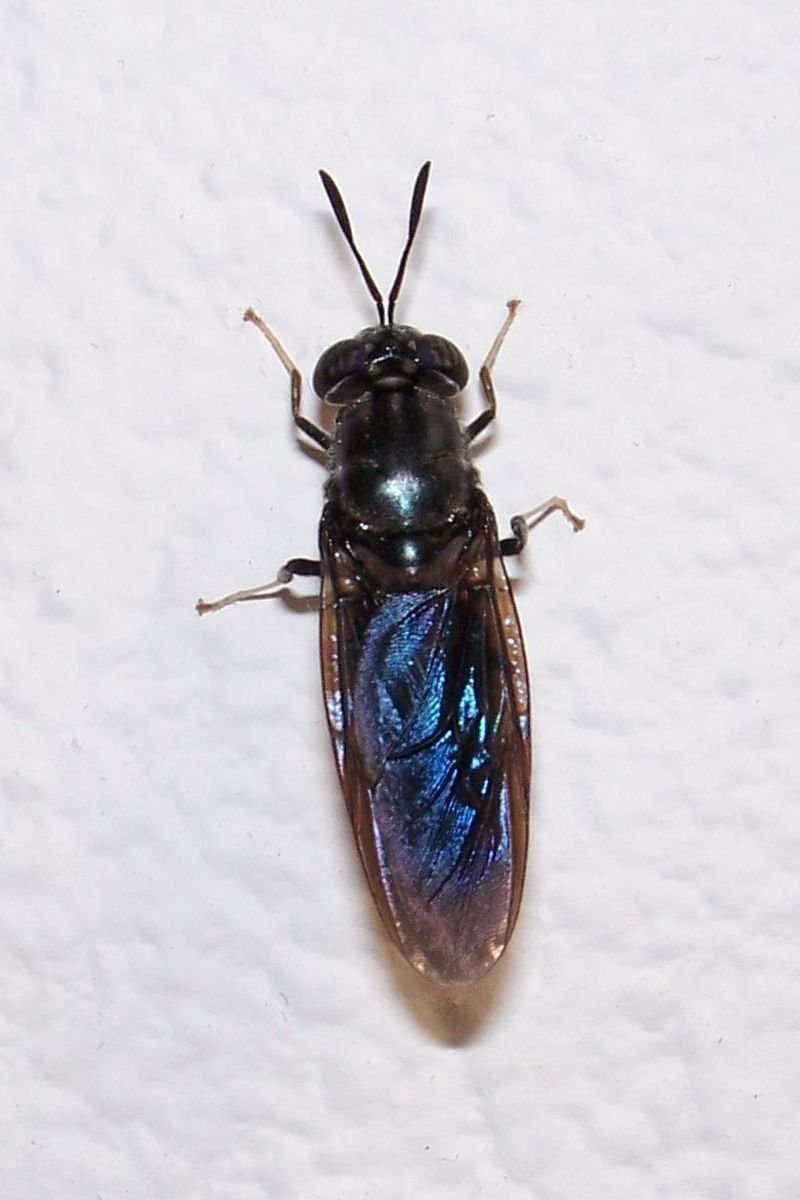
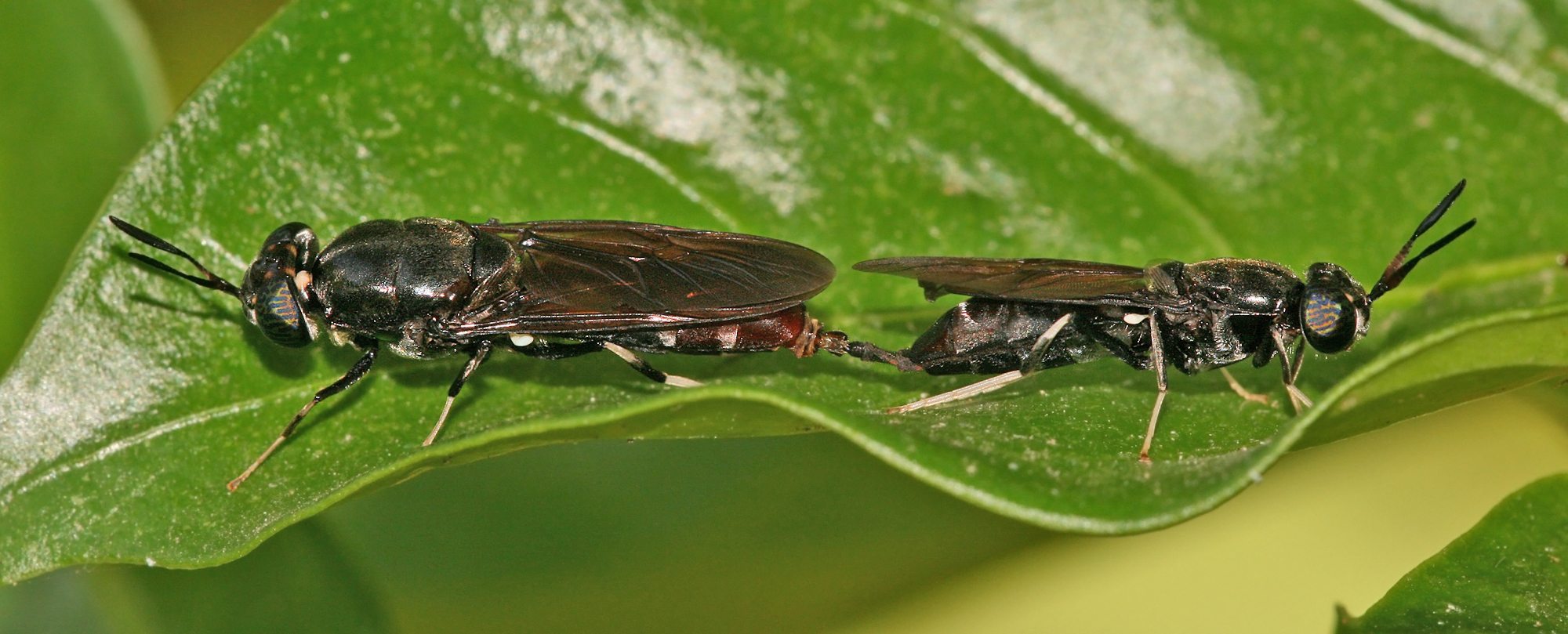
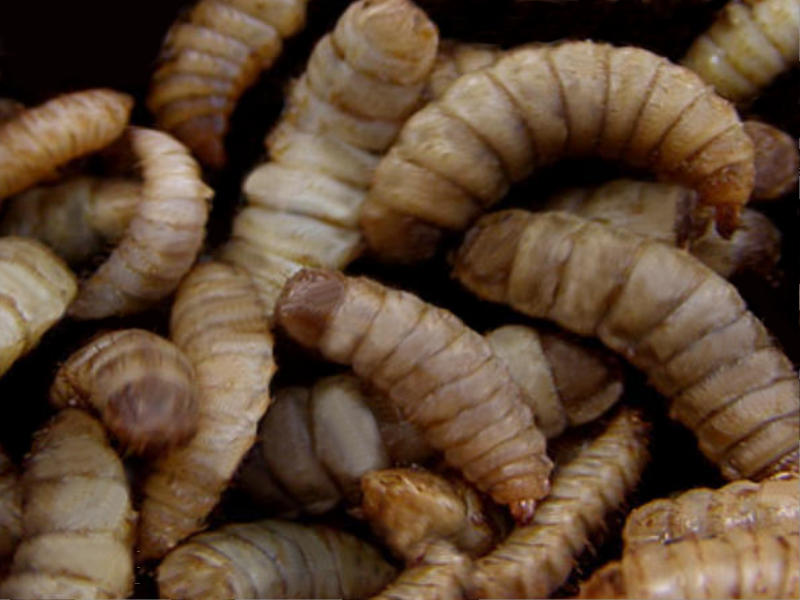
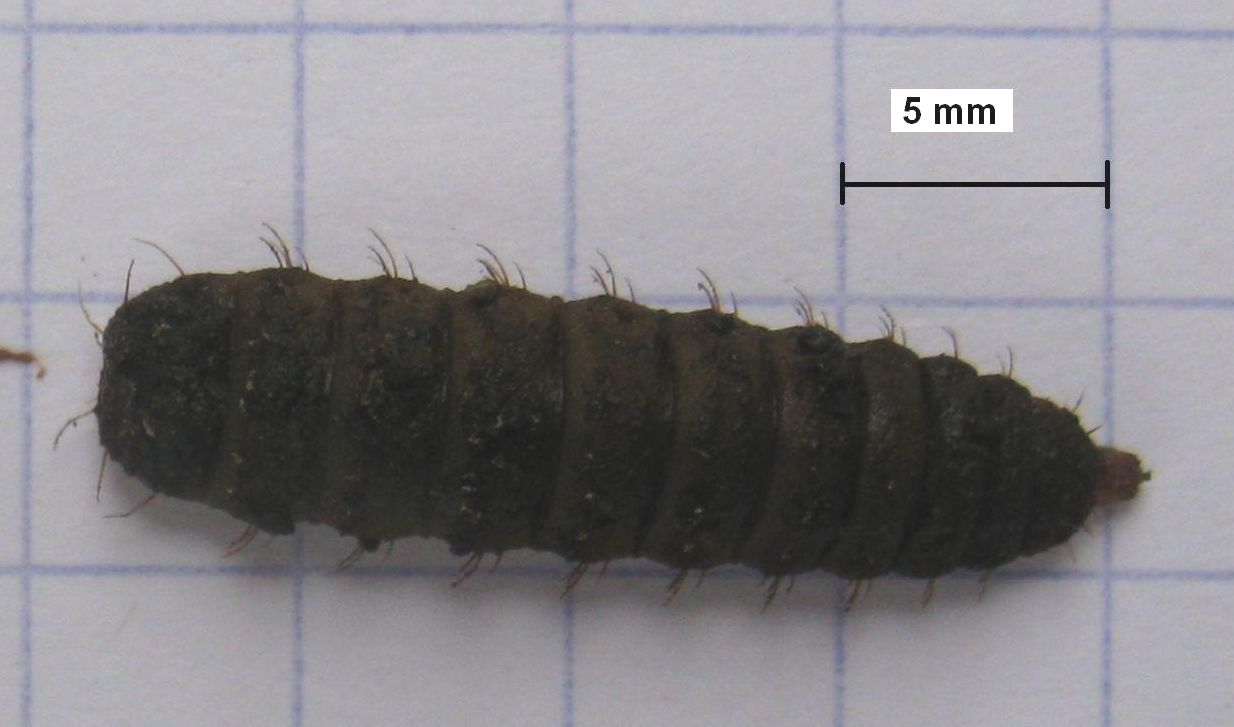
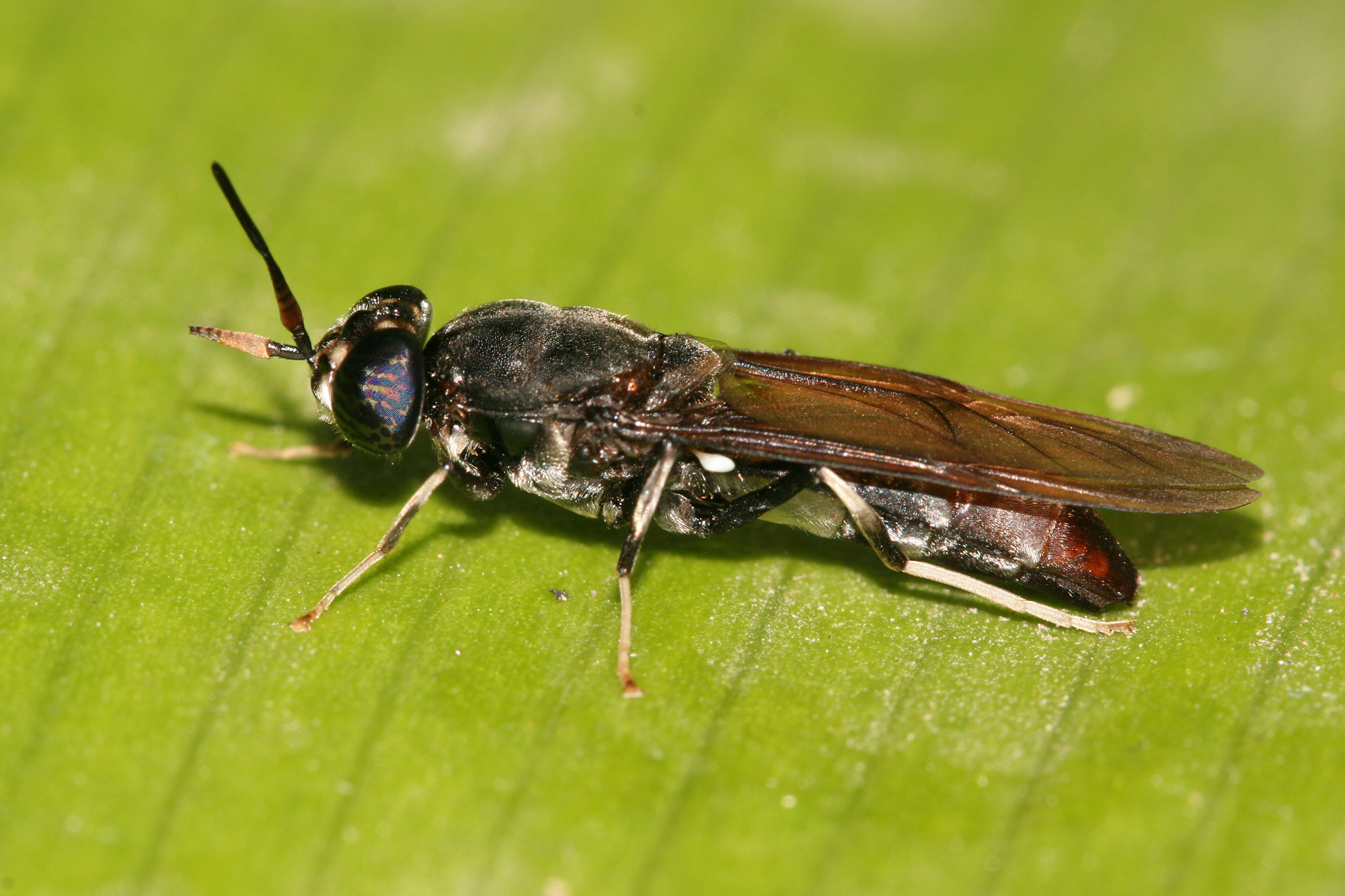